# Ли, Андерс
Андерс Марк Ли (англ. Anders Mark Lee; 3 июля 1990, Идайна, США) — американский хоккеист, нападающий, капитан клуба Национальной хоккейной лиги «Нью-Йорк Айлендерс», за который выступает всю карьеру в НХЛ.
Выступал за «Грин-Бэй Гэмблерз» (USHL), Университет Нотр-Дам (NCAA), «Нью-Йорк Айлендерс», «Бриджпорт Саунд Тайгерс» (АХЛ).

В составе национальной сборной США участник чемпионата мира 2015 (10 матчей, 1+4).
Достижения
- Бронзовый призёр чемпионата мира (2015)
- Бронзовый призёр чемпионата мира (2018)

## Ссылка
- Профиль на Eliteprospects (англ.)
- Ли, Андерс — профиль на сайте НХЛ